# Cryptocanthon pumilus
Cryptocanthon pumilus är en skalbaggsart som beskrevs av Cook 2002. Cryptocanthon pumilus ingår i släktet Cryptocanthon och familjen bladhorningar. Inga underarter finns listade i Catalogue of Life.